# Ravulizumab
Il ravulizumab, noto anche come Ultomiris secondo la Denominazione Comune Internazionale, è un anticorpo monoclonale umanizzato che agisce come inibitore del sistema del complemento (in particolare si lega alla proteina C5 del complemento, inibendone l'azione) ed è stato progettato per il trattamento dell'emoglobinuria parossistica notturna e della sindrome emolitico-uremica atipica. Il legame tra il ravulizumab e la proteina C5 riduce il ritmo di distruzione dei globuli rossi (emolisi) che caratterizzza queste patologie. Viene prodotto dalla Alexion Pharmaceuticals ed è stato sviluppato a partire dall'eculizumab, anticorpo monoclonale con funzione simile, con l'obiettivo di ottenere un effetto terapeutico più duraturo.
Negli Stati Uniti, dove la FDA ne ha approvato l'uso nel dicembre 2018, il ravulizumab è indicato per il trattamento degli adulti e dei bambini di almeno un mese di età affetti da emoglobinuria parossistica notturna o da sindrome emolitico-uremica atipica; l'obiettivo terapeutico è attenuare la microangiopatia conseguente all'iperattivazione del sistema del complemento che caratterizza queste due patologie autoimmuni.
Nell'Unione europea, dove l'EMA ne ha approvato l'utilizzo nel luglio 2019, l'anticorpo è raccomandato nel trattamento dei soli soggetti adulti che soffrono di emoglobinuria parossistica notturna che presentino emolisi acuta, specie se sono già stati trattati per sei mesi o più mediante la somministrazione di eculizumab con conseguente stabilizzazione del quadro clinico.

## Effetti indesiderati
L'uso del ravulizumab è stato associato a svariati effetti collaterali, tra cui infezioni delle alte vie respiratorie (come le riniti, le faringiti, nasofaringiti) e cefalea. La complicanza più temibile è rappresentata dall'infezione opportunistica ad opera del meningococco (Neisseria meningitidis), che può determinare meningite e sepsi.